# Пулемётный колпак
Пулемётный колпак — быстровозводимое полевое укрепление стандартного размера. Мог быть цельным или состоять из отдельных частей. Изготавливался из металла, слоеным — металл-песок—металл, или из железобетона. Металлические колпаки ещё называли БОТами (бронированная огневая точка) , железобетонные - ЖБОТами (железобетонная огневая точка).

## История
Строительство ДОТа — дело недешёвое и долгое. Строительство простого ДОТа типа МС на один пулемёт (например ДОТ № 301 КиУР) требовало рытья котлована 105 м³, объём бетона 65 м³ и 2500 человеко-часов трудоёмкости.
Нельзя укрыть каждого пулемётчика в ДОТ. Манёвренная война может потребовать сооружать укрепления там, где до войны военным это в голову не могло прийти (например, вокруг Москвы).
Решением этих проблем и стал пулемётный колпак. Он мог изготавливаться в тылу, причём серийно, привозился на передовую и быстро устанавливался.
Типовой железобетонный колпак был разработан в проектно-конструкторском бюро Главного военно-инженерного управления военными инженерами С. В. Барсуковым, П. К. Бузником и Л. Н. Никольским. Впоследствии он был включён в альбом типовых конструкций ГВИУ и в наставление для инженерных войск по полевой фортификации. Применялись и колпаки других конструкций.

## Конструкция
Типовой железобетонный колпак имел диаметр 1700 мм, высоту 900 мм и толщину стенок 130 мм. Высота амбразуры составляла 370—400 мм, ширина — 400—500 мм. Объём железобетона 0,8 м³. Вес от 1300 до 2000 кг в зависимости от марки бетона. Необходимый объём котлована 10 м³. Трудоёмкость изготовления 60 человеко-часов, время монтажа при наличии крана 0,5 часа.
В крыше колпака предусматривалось отверстие для окопного перископа. В некоторых колпаках делали не только амбразуру, но и выход. Петли арматуры выходили наружу как монтажные. Внутренняя опалубка связывалась с арматурой и оставалась в готовом изделии как противооткол — защищала расчет от осколков бетона, отлетающих от внутренней поверхности бетона при обстреле колпака. Металлический колпак при тех же размерах и толщине стенок 35—40 мм весил до 2000 кг.
Слоистый колпак состоял из двух металлических колпаков с толщиной стенки 6—8 мм, между которыми забивалась прослойка 150 мм песка. Весил до 2000 кг.

На позиции колпак устанавливался на основание. Как правило, это был деревянный сруб, но применяли и бетонный «подстаканник». В срубе имелся стол для пулемёта. Сам колпак обсыпался землёй, так же, как пулемётные гнёзда типа «Барбет» и ТАУТы. У всех этих сооружений толщина бетонной стенки недостаточна для надёжной защиты гарнизона даже от осколков (400 мм по нормам тех лет).

## Боевое применение
Пулемётные колпаки применялись массово, буквально тысячами, Красной армией и ограниченно — вермахтом. Данных, насколько данная конструкция эффективнее обычного ДЗОТа, нет.
На испытаниях лучшие результаты показал сплошной металлический колпак, худшие — железобетонный. Он не держал очередь из автоматического оружия, когда все пули попадают более-менее в одну точку.

## Послевоенное использование
После войны колпаки использовались часто как бетонные сосуды — поилки для скота, компостные ямы. Под Подольском найден водоток, составленный из ЖБОТов.
В Великих Луках колпаки, использовавшиеся сначала Красной армией, а потом Вермахтом, положены в основание плотины.
Немногие колпаки сохранились на своих позициях. Но вокруг них, как правило, отсутствует земляная обваловка, что искажает внешний вид сооружения.

## Галерея

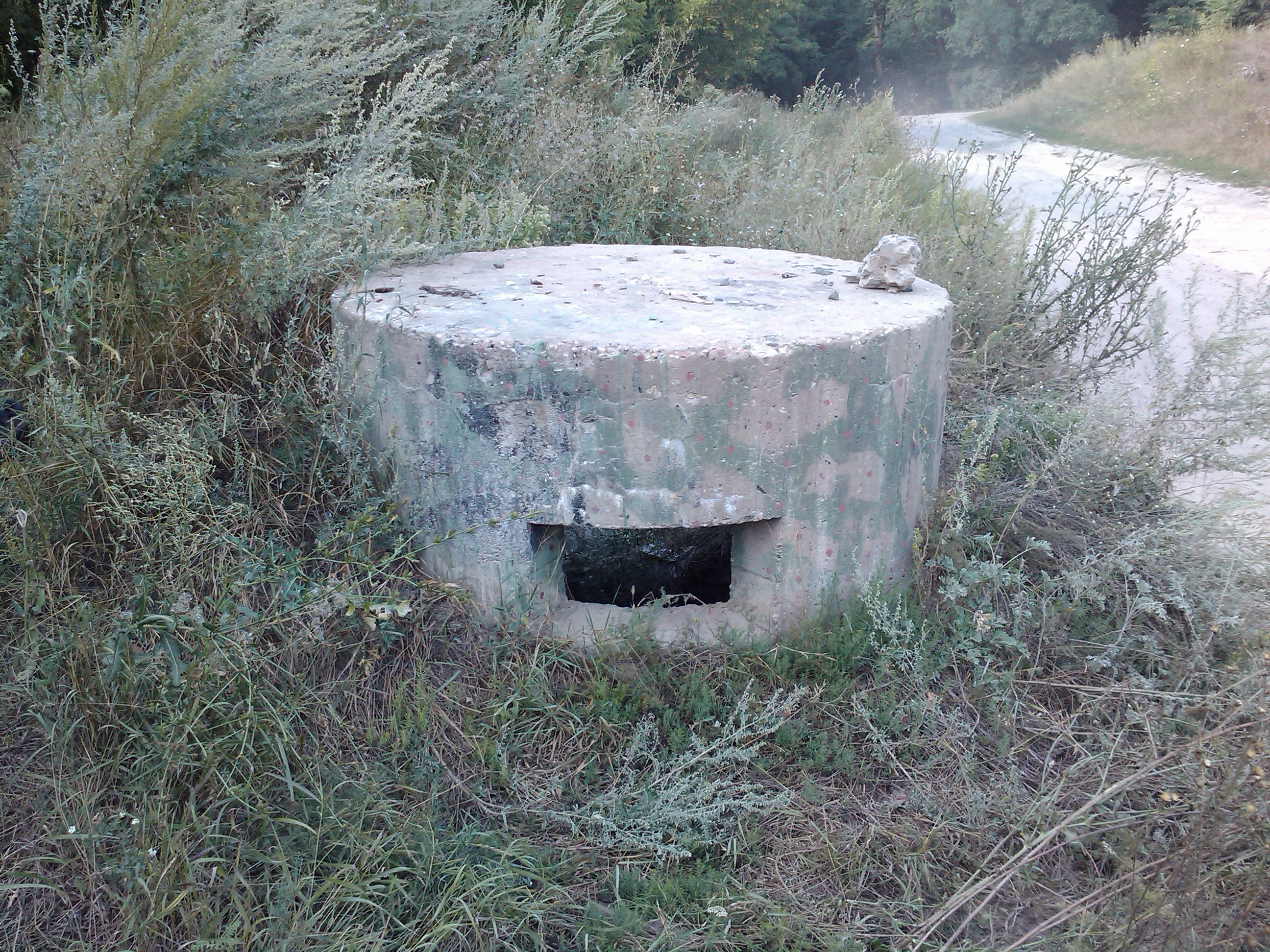
Белогородка КиУР
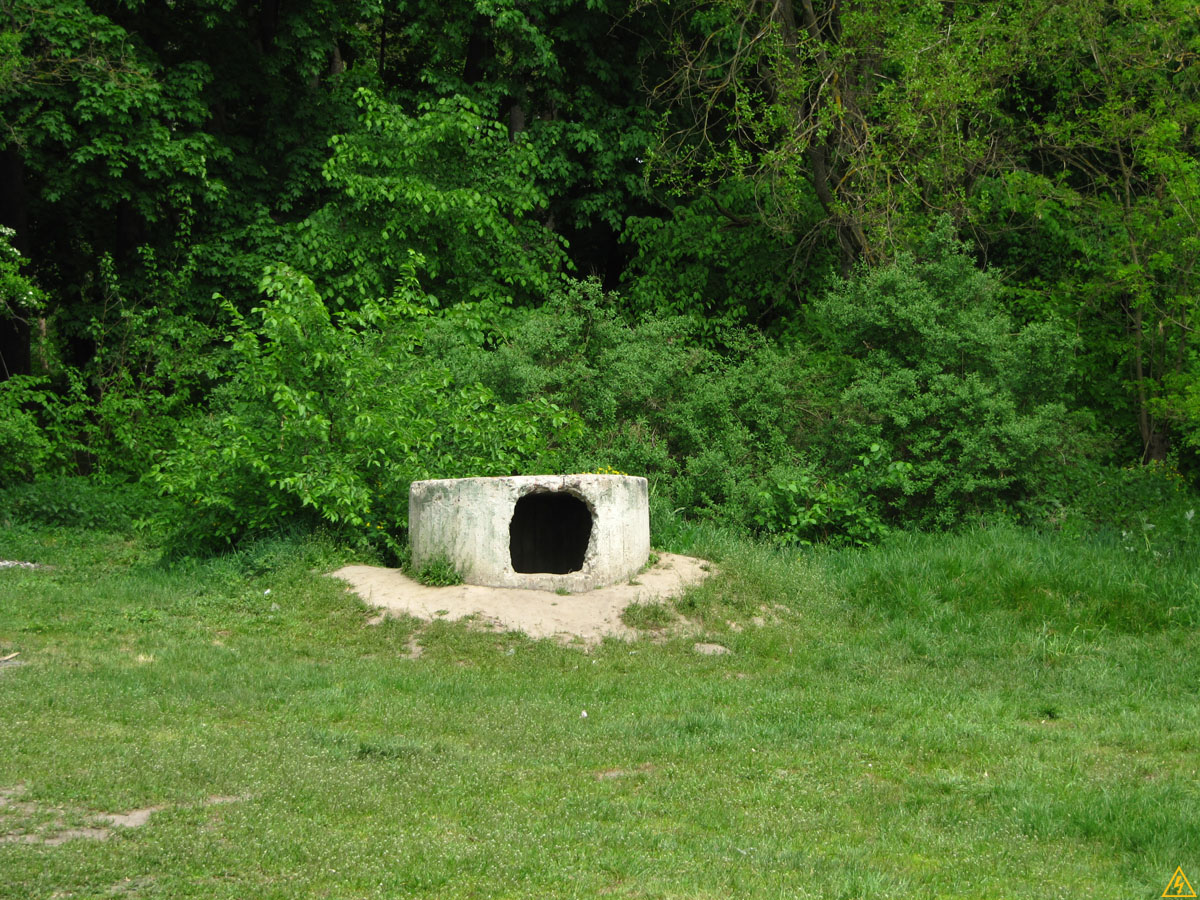
Белогородка КиУР
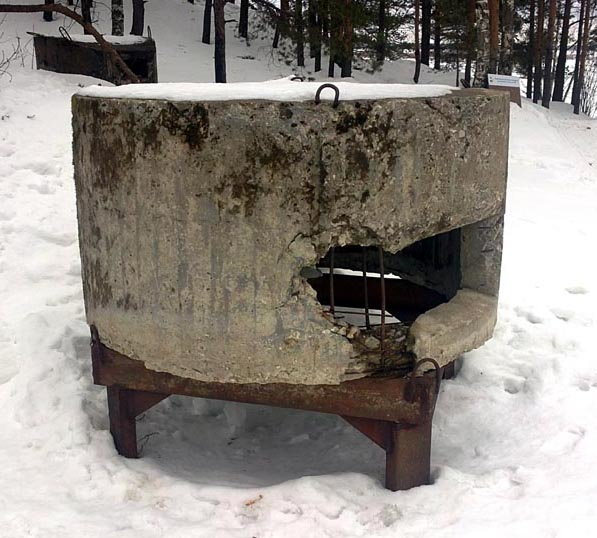
Сестрорецкий рубеж
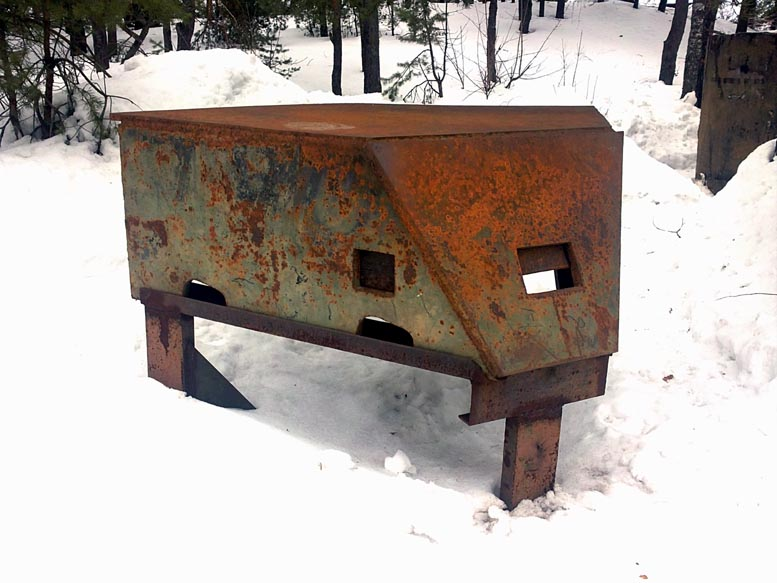
Сестрорецкий рубеж
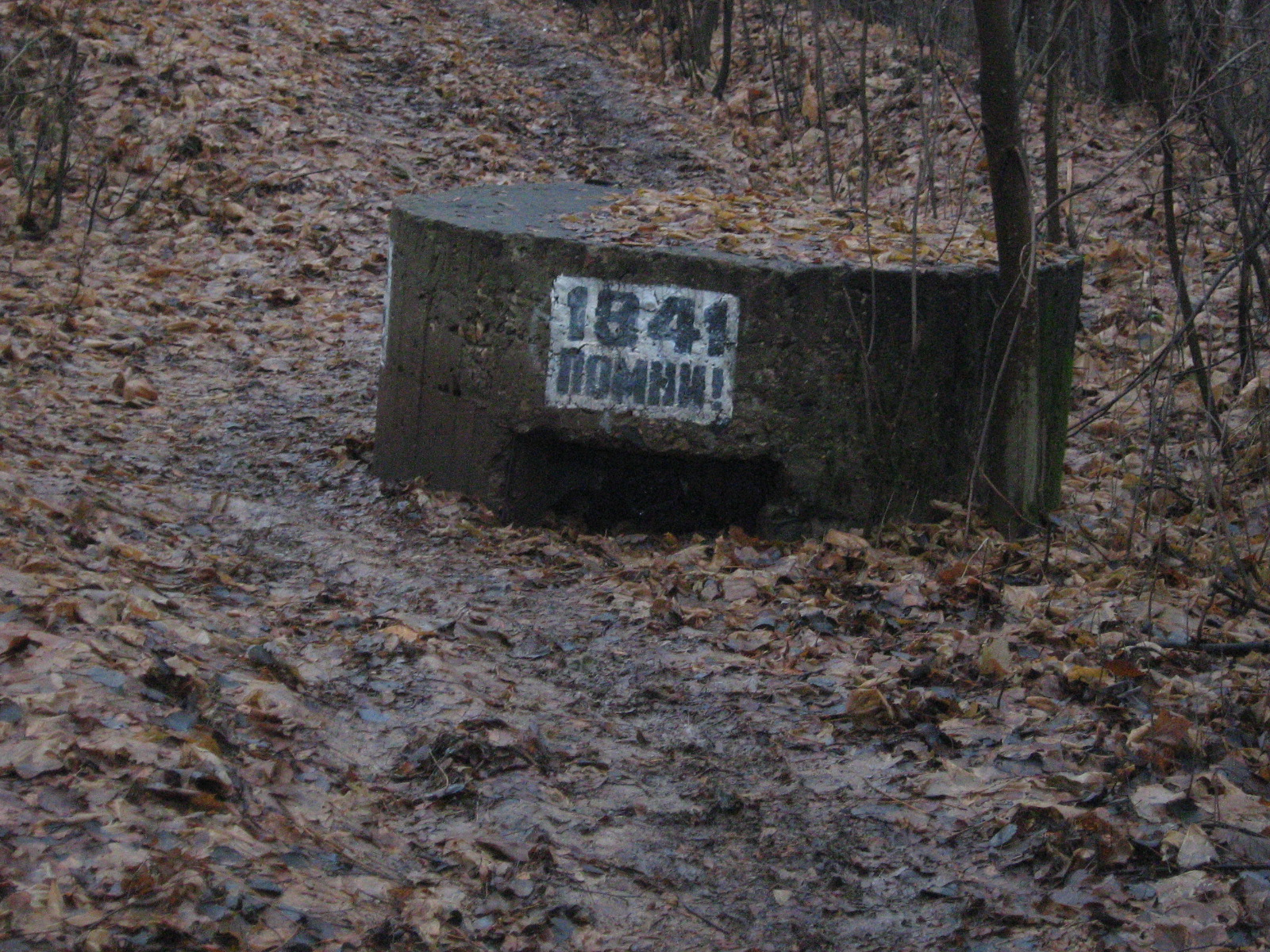
Долгопрудный
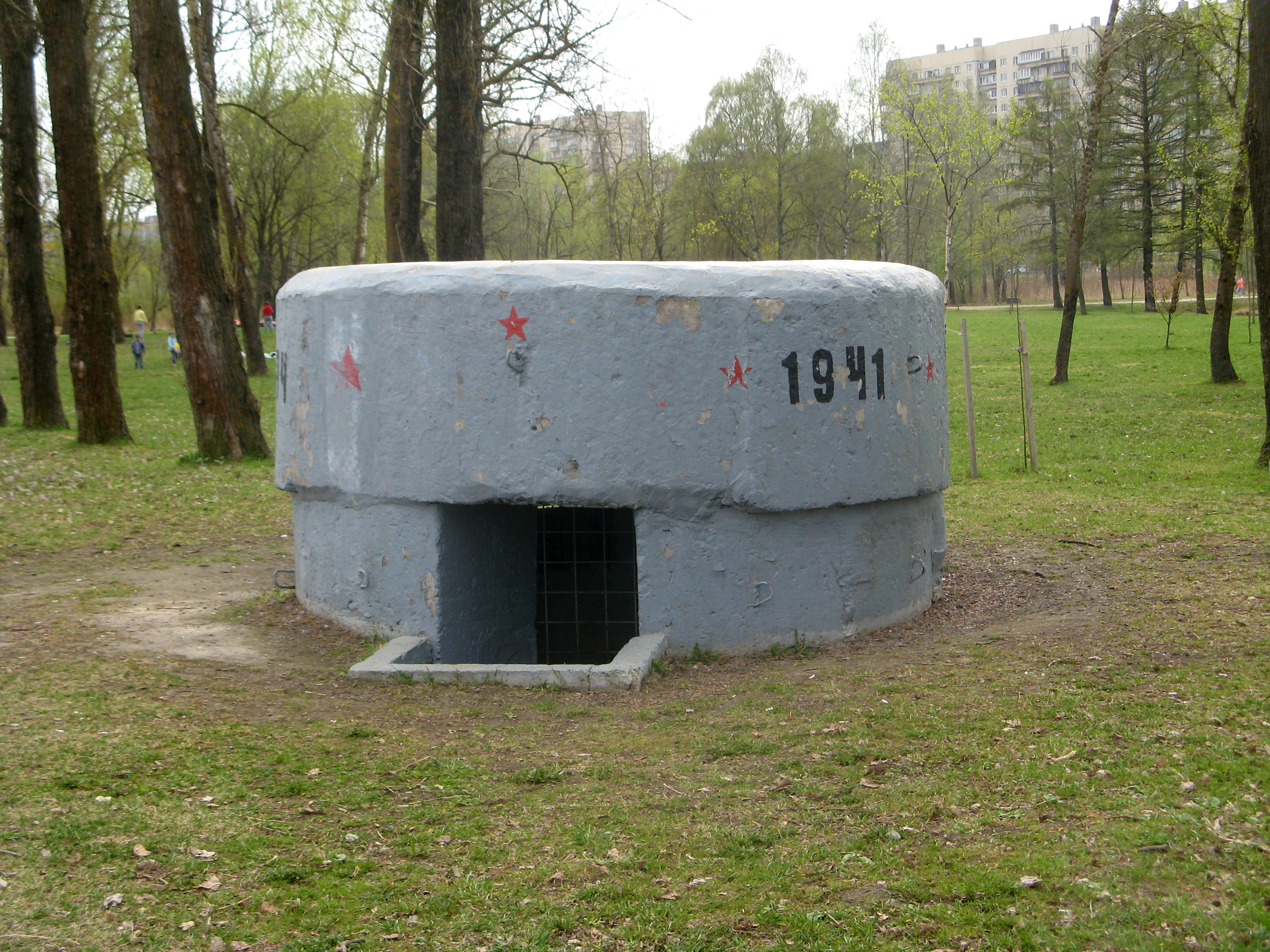
Колпино
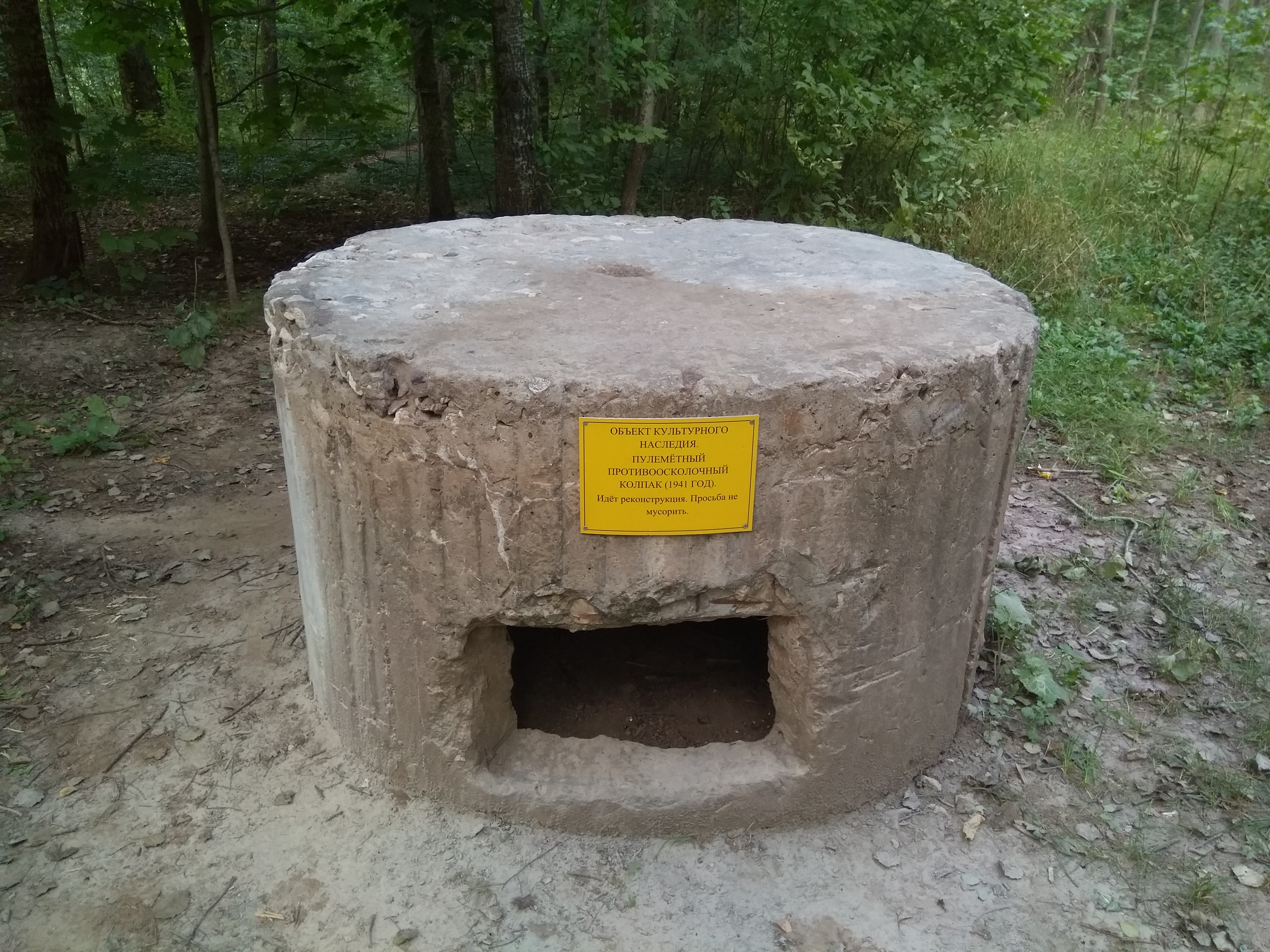
Битцевский парк, Москва